# Liste von Vulkanen in Vanuatu
Dies ist eine Liste von Vulkanen in Vanuatu, die während des Quartärs mindestens einmal aktiv waren.
| Bild | Name                                         | Insel              | Inselgruppe   | Vulkantyp                    | Letzte Eruption | Höhe [m] | Geokoordinaten                |
| ---- | -------------------------------------------- | ------------------ | ------------- | ---------------------------- | --------------- | -------- | ----------------------------- |
|      | Lombenben                                    | Ambae (Aoba)       | Neue Hebriden | Schildvulkan                 | 2006            | 1496     | 15° 24′ 00″ S, 167° 50′ 00″ O |
|      | Benbow (Vulkankegel) und Marum (Vulkankegel) | Ambrym             | Neue Hebriden | Pyroklastischer Schildvulkan | 2011            | 1334     | 16° 15′ 00″ S, 168° 07′ 00″ O |
|      |                                              | Anatom (Aneityum)  | Neue Hebriden | Schichtvulkane               | unbekannt       | 852      | 20° 12′ 00″ S, 169° 47′ 00″ O |
|      |                                              | Émao (Loboa)       | Neue Hebriden | Schichtvulkan                | unbekannt       | 107      | 17° 31′ 00″ S, 168° 29′ 00″ O |
|      | East Epi                                     |                    | Neue Hebriden | Caldera                      | 2004            | −34      | 16° 43′ 00″ S, 168° 22′ 00″ O |
|      |                                              | Futuna (Vanuatu)   | Neue Hebriden | Schichtvulkan                | Jungpleistozän  | 666      | 19° 31′ 47″ S, 170° 13′ 08″ O |
|      | Mount Garat                                  | Gaua (Santa Maria) | Banks-Inseln  | Schichtvulkan                | 2010            | 797      | 14° 16′ 00″ S, 167° 30′ 00″ O |
|      | Kuwae                                        |                    | Neue Hebriden | Caldera                      | 1974            | −2       | 16° 49′ 45″ S, 168° 32′ 10″ O |
|      | Lopévi                                       | Lopévi             | Neue Hebriden | Schichtvulkan                | 2007            | 1413     | 16° 30′ 24″ S, 168° 20′ 45″ O |
|      |                                              | Mere Lava          | Banks-Inseln  | Schichtvulkan                | unbekannt       | 1028     | 14° 27′ 00″ S, 168° 03′ 00″ O |
|      |                                              | Mota (Sugarloaf)   | Banks-Inseln  |                              | 470 ka BP       | 411      | 13° 50′ 40″ S, 167° 41′ 25″ O |
|      |                                              | Mota Lava (Motlav) | Banks-Inseln  | Schichtvulkan                | unbekannt       | 411      | 13° 40′ 00″ S, 167° 40′ 00″ O |
|      |                                              | Nguna (Tabutera)   | Neue Hebriden | Schichtvulkan                | unbekannt       | 594      | 17° 27′ 00″ S, 168° 20′ 00″ O |
|      |                                              | Pele               | Neue Hebriden | Schichtvulkan                | unbekannt       | 207      | 17° 30′ 00″ S, 168° 24′ 00″ O |
|      | Mount Suretamatai (Soritimeat)               | Vanua Lava         | Banks-Inseln  |                              | 1966            | 921      | 13° 48′ 00″ S, 167° 28′ 00″ O |
|      | Traitor's Head                               | Erromango          | Neue Hebriden | Schichtvulkan                | 1881            | 837      | 18° 45′ 00″ S, 169° 14′ 00″ O |
|      |                                              | Ureparapara        | Banks-Inseln  | Schichtvulkan                | 476 ka BP       | 764      | 13° 32′ 00″ S, 167° 20′ 00″ O |
|      | Yasur                                        | Tanna              | Neue Hebriden | Schichtvulkan                | 2011            | 361      | 19° 32′ 00″ S, 169° 26′ 30″ O |